# Oude Werf (Alblasserdam)
De Oude Werf was een scheepswerf in het Nederlandse Alblasserdam die werd opgericht in 1812 en in 1950 werd overgenomen door Cornelis Verolme. Hoewel het bedrijf een familienaam droeg, werd ze in de volksmond meestal Oude Werf genoemd.

## Geschiedenis
De werf werd onder de naam C. Smit Czn. in 1812 gestart door Cornelis Smit (1784-1858), vijfde generatie van de rederij- en scheepsbouwfamilie Smit en een broer van de befaamde Fop Smit. Met hulp van zijn schoonvader legde Smit de werffaciliteiten aan en in 1814 werd het eerste schip opgeleverd, een vissersboot voor een Zeeuwse klant.
Cornelis werd opgevolgd door zijn enige zoon, Jan (1825-1908), die het bedrijf voortzette onder de naam Jan Smit Czn. Samen met een zwager richtte Jan een tweede werf op in Katendrecht, maar die splitste zich later weer af. De werf in Alblasserdam werd geleid door Jan, later met zijn zoons Hendrik en Cornelis. Na het overlijden van Jan Smit werd de werf overgenomen door Cornelis en omgezet in een naamloze vennootschap, onder de bedrijfsnaam N.V. Scheepswerf v/h Jan Smit Czn.
Cornelis overleed in 1926 en zijn zoon Jan zette het bedrijf voort. In 1948 overleed Jan kinderloos. Vanwege een gebrek aan opvolging werd de werf in 1950 verkocht aan de scheepsbouwmagnaat Cornelis Verolme. Deze zette de onderneming voort, vanaf 1957 onder de naam Verolme Scheepswerf Alblasserdam (V.S.A.). In 1977 kwam er een eind aan de werf. Op het werfterrein bouwde de gemeente Alblasserdam met een projectontwikkelaar een woonwijk. Aan de Noord, ter hoogte van de voormalige werf en aan de Jan Smitkade, ligt thans de steiger van de waterbus.

## Schepen
De Oude Werf bouwde aanvankelijk veel houten vissersboten, al snel gevolgd door schepen voor de grote vaart, zoals barken en brikken. Een van de eerste stalen schepen die de werf bouwde, was het in 1892 afgeleverde fregat Adriana. Vanaf de eeuwwisseling bouwde de werf een verscheidenheid aan schepen voor grote en kleine afnemers, waaronder de Koninklijke Rotterdamsche Lloyd, Van Ommeren en Wijsmuller. Ook bouwde de werf een groot aantal sleepschepen.